# Patrimoine religieux
 (juillet 2025).

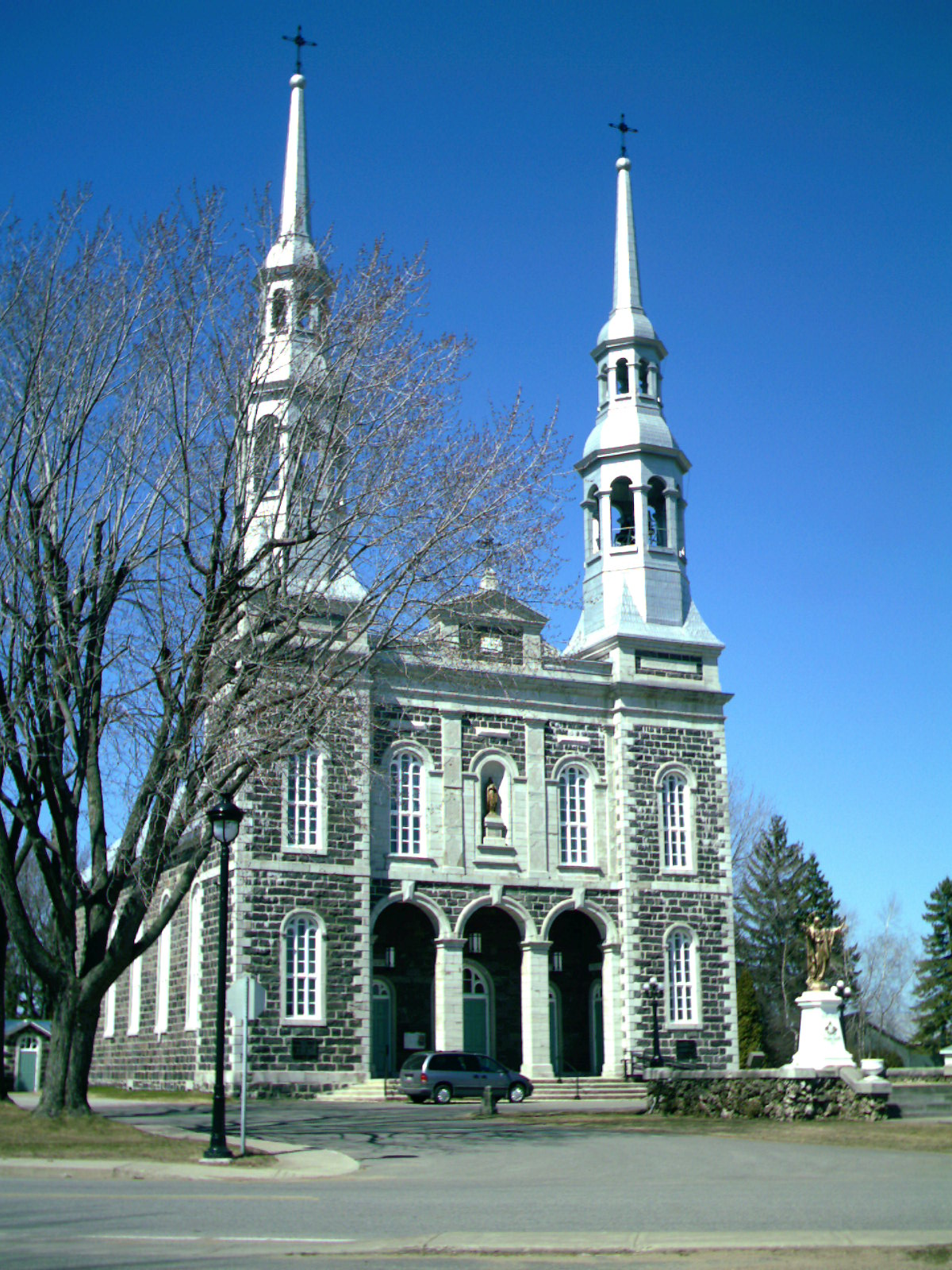
Exemple de patrimoine religieux : l'église Notre-Dame-de-la-Visitation de Champlain, au Québec, construite en 1879 et classée Immeuble patrimonial en 2001 par le ministère de la Culture et des Communications du Québec. Son décor intérieur est composé d'œuvres d'art d'avant 1687.

Le patrimoine religieux comprend l’ensemble des édifices, des objets et des pratiques reliés au culte et à la célébration des rituels propres à chaque tradition religieuse.

## Définition
Le patrimoine religieux est un des éléments du patrimoine culturel. Il inclut particulièrement :  
- les lieux de culte (églises, temples, mosquées, synagogues, chapelles) ;
- les presbytères, les évêchés, les couvents et monastères ;
- les chapelles des écoles, collèges, hôpitaux et pensionnats ;
- les cimetières ;
- les calvaires et les croix de chemin ;
- les œuvres d’art, le mobilier, les instruments de musique (orgues et autres), les vitraux, l’orfèvrerie ;
- les vêtements et les objets liturgiques ;
- les livres rares ;
- les archives.

Selon la Commission des biens culturels du Québec (2000), sont considérés comme faisant partie du patrimoine religieux les biens immobiliers, mobiliers ou archivistiques qui correspondent à l’ensemble des paramètres suivants : 
- ils appartiennent ou ont appartenu à une Église ou Tradition, ou ils lui sont reliés ou l’ont été dans le passé, l’Église ou la Tradition en cause étant représentée par l’une ou l’autre de ses composantes : fabrique paroissiale, communauté religieuse, diocèse, consistoire, etc. ;
- ils ont été, selon le cas, construits, fabriqués ou acquis en vue de l’une ou l’autre des fonctions inhérentes ou corollaires à la mission religieuse, institutionnelle ou sociale de leur propriété (culte, résidence, enseignement, soins aux personnes, subsistance, villégiature), ou à des fins de témoignage ;
- ils ont une valeur patrimoniale.

À ce patrimoine matériel, il faut ajouter le patrimoine immatériel.

## État du patrimoine
Avec le temps ce patrimoine tend naturellement à se dégrader, nécessitant ponctuellement et périodiquement des opérations de restauration. 
En France, selon un bilan de trois ans d'États généraux du Patrimoine religieux (EGPR) publié par la Conférence des évêques de France sur ses églises, ce patrimoine se dégrade inexorablement, mais sans empêcher, dans nombre de cas, des usages hors-cultes, culturels notamment :  plus des deux tiers des diocèses (98,5%) ouvrent certaines de leurs églises aux Journées du patrimoine et 100% offrent des "usages compatibles" avec la dimension "hospitalière et missionnaire" des églises, allant de l'accueil de pèlerins (dans 29 diocèses), à l'accueil des plus démunis (26 cas) en passant par la distribution de colis alimentaires (19 cas). Ces église, dans un cadre œcuménique, accueillent aussi parfois des rites orientaux, protestants, orthodoxes, anglicans ou évangéliques. Des usages touristiques ou culturels (visites guidées, conférences, expositions, spectacles, concerts, cours d'orgue dans 55 églises...). 39% des églises sont ouvertes régulièrement et que 47% sont équipées d'un accueil pour les personnes à mobilité réduite.

## Médiagraphie
- Conseil du patrimoine religieux du Québec. Projet de loi no 82, Loi sur le patrimoine culturel, Mémoire du Conseil du patrimoine religieux du Québec, Novembre 2010, 10 pages. [en ligne] Disponible ici
- Commission des biens culturels du Québec. Assurer la pérennité du patrimoine religieux du Québec : problématique, enjeux, orientations : rapport-synthèse, [Québec] : La Commission, 2000
- Jean-François Royal. Le Patrimoine religieux du Québec [diaporama Power Point]. [en ligne] Disponible ici
- Ministère de la Culture et des Communications du Québec, « Église de Notre-Dame-de-la-Visitation », Répertoire culturel du Québec, en ligne / Voir aussi son site web officiel